# José de Castro Coimbra
José de Castro Coimbra (Coxim, 5 de maio de 1930) é um médico e político brasileiro. Filiado ao Avante, ele foi deputado federal (1979–1987 / 1995–1999), deputado estadual (1987–1995) e vereador de São José dos Campos (1964–1972).

## Carreira política
Ingressou na política em 1963 quando se elegeu vereador de São José dos Campos.
Em 1978 pela legenda do MDB foi eleito deputado federal por São Paulo e reeleito em 1982 pelo PMDB. Voltou a se eleger deputado federal em 1994 pela legenda do PTB.
Em 1986 pela legenda do PFL foi eleito deputado estadual constituinte e reeleito em 1990 pelo PTB.
Em 1992 candidatou-se a prefeito de São José dos Campos pelo PSD e disputou o segundo turno, sendo derrotado por Angela Guadagnin do PT. Insistiu novamente em 1996, sem êxito.